# Бородино (Кемеровская область)
Бородино — посёлок в Мысковском городском округе Кемеровской области России.

## История
Коренное шорское название — Парадаг («Серая гора»). Русские переосмыслили непонятное "парадаг" как "борода", поэтому и появилось название Бородино.
Входил в Подобасский сельсовет.

## География
Посёлок Бородино расположен в южной части Кемеровской области и находится на берегу реки Томь, вблизи впадения р. Большая Тетенза.
Уличная сеть состоит из шести географических объектов: ул. Бородинская, ул. Железнодорожная, ул. Молодежная, ул. Озерная, ул. Светлая, ул. Трудовая.

## Население
| 2010 |
| ---- |
| 399  |

Национальный состав
Согласно результатам переписи 2002 года, в национальной структуре населения русские составляли 66 %, шорцы 28 % от общей численности населения в 465 жителей.

## Инфраструктура
Железнодорожная инфраструктура.

## Транспорт
Железнодорожный и автомобильный транспорт.
В посёлке имеется железнодорожная станция.